# 山下浩宜
山下 浩宜（やました ひろのぶ、1982年7月3日 - ）は、福岡県出身の元プロ野球選手（内野手）。

## 来歴・人物
九州共立大学八幡西高等学校（現：自由ケ丘高等学校）では高校通算42本塁打、2000年のドラフト6位で読売ジャイアンツに入団。
俊足・強打の遊撃手として期待されたが、一軍出場は無いまま2003年に戦力外通告を受け、退団。
2004年からは一般企業に勤める傍ら、全府中野球倶楽部に在籍している。

## 詳細情報

### 年度別打撃成績
- 一軍公式戦出場なし

### 背番号
- 65 （2001年 - 2003年）
- 5 （2004年 - ）